# Список об'єктів Світової спадщини ЮНЕСКО в Норвегії
У списку об'єктів Світової спадщини ЮНЕСКО в Норвегії налічується 8 найменувань (станом на 2015 рік).
7 із цих об'єктів включені до списку за культурними критеріями, тоді як сьомий — за природним. Крім цього, станом на 2015 рік, 6 об'єктів на території Норвегії є серед кандидатів на включення до списку Світової спадщини.
Кольорами у списку позначено:
| № | Зображення | Назва | Розташування | Час створення                    | Рік внесення до списку | №                                                   | Критерії   |
| - | ---------- | --- | --- | -------------------------------- | ---------------------- | --------------------------------------------------- | ---------- |
| 1 |            | Урнеська ставкірка (норв. Urnes stavkirke, нюн. Urnes stavkyrkje) | фюльке Согн-ог-Ф'юране                                                                                               | XII—XIII століття                | 1979                   | 58 [Архівовано 11 липня 2017 у Wayback Machine.]    | i, ii, iii |
| 2 |            | Брюгген, стара верф Бергена (норв. Bryggen i Bergen, нюн. Bryggen i Bergen) | фюльке Гордаланн | XIV—XVI століття                 | 1979                   | 59 [Архівовано 11 липня 2017 у Wayback Machine.]    | iii        |
| 3 |            | Шахтарське місто Рерус (норв. Røros, нюн. Røros) | фюльке Сер-Тренделаг                                                                                                 | XVII століття                    | 1980                   | 55 [Архівовано 11 липня 2017 у Wayback Machine.]    | iii, iv, v |
| 4 |            | Наскельні малюнки в Альті (норв. Helleristningene i Alta, нюн. Helleristingsområdet i Alta) | фюльке Фіннмарк | 4200 — 500 рр. до н. е.          | 1985                   | 352 [Архівовано 11 липня 2017 у Wayback Machine.]   | iii        |
| 5 |            | Вегаеян — архіпелаг Вега (норв. Vegaøyan нюн. Vegaøyan) | фюльке Нурланн | —                                | 2004                   | 1143 [Архівовано 11 липня 2017 у Wayback Machine.]  | v          |
| 6 |            | Геодезична дуга Струве (англ. Struve Geodetic Arc) * Фугленес * Раипас * Логдижьокки * Баельясваррі | Норвегія (спільно з Білоруссю , Естонією , Латвією , Литвою , Молдовою , Росією , Україною , Фінляндією та Швецією ) | 1816 — 1855                      | 2005                   | 1187                                                | ii, iv, vi |
| 7 |            | Фіорди Західної Норвегії — Гейрангерфіорд і Нерейфіорд (норв. Geirangerfjorden, Nærøyfjorden нюн. Geirangerfjorden, Nærøyfjorden)                                                                         | фюльке Мере-ог-Ромсдал і Согн-ог-Ф'юране                                                                             | —                                | 2005                   | 1195 [Архівовано 12 липня 2017 у Wayback Machine.]  | vii, viii  |
| 8 |            | Об'єкти промислового спадщини, підприємства важкої та гідроенергетичної промисловості, з їх робочими селищами та транспортною системою в Рюкані/Нутоддені (норв. Rjukan, Notodden, нюн. Rjukan, Notodden) | фюльке Телемарк | кінець XIX — початок XX століття | 2015                   | 1486 [Архівовано 19 серпня 2017 у Wayback Machine.] | ii, iv     |